# فرد إف. ويلسون
فرد إف. ويلسون (بالإنجليزية: Fred F. Willson)‏ هو مهندس معماري أمريكي، ولد في 11 نوفمبر 1877 في بوزيمان في الولايات المتحدة، وتوفي بنفس المكان في 13 أغسطس 1956.